# نیروگاه برق آبی خان خور
نیروگاه برق آبی خان خور (به انگلیسی: Khan Khwar Hydropower Plant) یک نیروگاه جریانی روزمینی در پاکستان است که در Besham, Shangla, Pakistan واقع شده‌است.